# Lodderena formosa
Lodderena formosa es una especie de molusco gasterópodo de la familia Turbinidae.

## Distribución geográfica
Se encuentra  en Nueva Zelanda.